# Ślepe Jezioro
Ślepe Jezioro – jezioro w woj. kujawsko-pomorskim, w powiecie tucholskim, w gminie Śliwice, leżące na terenie Borów Tucholskich. Położone na terenie Tucholskiego Parku Krajobrazowego.

## Dane morfometryczne
Powierzchnia zwierciadła wody wynosi 107,3 ha.
Zwierciadło wody położone jest na wysokości 120,6 m n.p.m.. Średnia głębokość jeziora wynosi 2,0 m, natomiast głębokość maksymalna 8,2 m.
Na podstawie badań przeprowadzonych w 2003 roku wody jeziora zaliczono do II klasy czystości i III kategorii podatności na degradację.
W roku 1998 wody jeziora również zaliczono do wód III klasy czystości.

## Hydronimia
Według urzędowego spisu opracowanego przez Komisję Nazw Miejscowości i Obiektów Fizjograficznych (KNMiOF) nazwa tego jeziora to Ślepe Jezioro. W różnych publikacjach i na mapach topograficznych jezioro to występuje pod nazwą Okrągłe. Ta druga nazwa podawana jest jako alternatywna w większości publikacji.